# Езда на велосипеде
Езда́ на велосипе́де — использование велосипеда в качестве транспорта, для отдыха, физических упражнений или спорта, а также перевозки людей или грузов. Езда на велосипеде также включает в себя езду на технически подобных велосипеду устройствах — одно-, двух-, трёх- и более колёсных велосипедах, тандемах, лежачих велосипедах, парных велосипедах, велорикшах и прочих устройствах, приводимых в движение усилиями человека.
Велосипедист — человек, передвигающийся за счёт собственной мускульной силы, направляемой на вращение педалей, на транспортном средстве, отнесённым по своим характеристикам к велосипеду.

## Управление велосипедом
Ключевым навыком управления двухколёсным велосипедом является умение удерживать равновесие при движении по прямой и прохождении поворотов, объезде препятствий. Прочие нюансы связаны с правильностью посадки, распределением физической нагрузки, маневрированием, умением совершать более сложные действия, такие как прыжки, движение по зыбким поверхностям, трюки и т. п.
При управлении велосипедами, имеющими больше двух колёс и, как следствие, более устойчивыми, вопросы удерживания равновесия менее значимы, но большую роль могут играть физическая подготовленность велосипедиста (из-за большего веса конструкции) и наличие навыков управления специфическими транспортными средствами. Исключение составляют детские велосипеды.

### Равновесие
Обучение езды на двухколёсном велосипеде всегда начинается с вырабатывания навыка удержания равновесия. В связи с тем, что площадь опоры у двухколёсного велосипеда очень малая, равновесие возможно лишь при наличии динамики. Когда велосипед двигается, он неизбежно отклоняется то в правую, то в левую стороны. Соответственно, велосипедист интуитивно чуть поворачивает руль (подруливает) в нужном направлении. Велосипед начинает поворачивать и центробежная сила возвращает его в вертикальное положение. На высоких скоростях количество этих микроповоротов снижается. Этот процесс происходит постоянно, и опытные велосипедисты его не замечают, тогда как новичку предстоит выработать подобный автоматизм.
При обучении детей иногда используют дополнительные подвесные колёса поддерживающие велосипед в вертикальном положении, однако на практике этот метод не отличается высокой эффективностью. При использовании дополнительных колёс ребёнок в основном привыкает к кручению педалей и вращению руля, но не акцентирует внимание (из-за ненадобности) на удержании равновесия. К тому же, дополнительные колёса в некоторых случаях снижают устойчивость, например, при спусках, крутых поворотах, на неровной поверхности.
В связи с этим, детей, так же как и взрослых, рекомендуется обучать сразу на двухколёсных велосипедах. Желательно на широких площадках и обязательно вдали от машин и иной техники. Кроме того, обязательно наличие велошлема, а для детей и дополнительной защиты для коленей и локтей.
В первую очередь человек должен научиться ездить по прямой. Для этого его можно в первое время поддерживать, периодически отпуская. Сначала это упражнение проделывается на малой скорости (помощник идёт рядом), затем на более высокой (помощник бежит). Обучающийся должен стремиться держать руль прямо и крутить педали. Важно также, чтобы обучающийся точно знал как использовать тормоза. Когда движение по прямой начнёт получаться, можно перейти к поворотам и разворотам. При этом радиус должен быть сравнительно большим, и каждый раз обучающийся должен страховать себя от падения, выставляя ногу со стороны поворота.

### Начало движения
Существует ряд распространённых способов начать движение на двухколёсном велосипеде. Каждый велосипедист выбирает наиболее подходящий для себя, с учётом особенностей велосипеда, собственных физических возможностей и условий в которых находится.
1. Велосипедист подходит к велосипеду слева, удерживает его за руль и ставит левую ногу на левую педаль, находящуюся в нижем положении. Затем отталкивается правой ногой и сразу после начала движения перекидывает её через велосипед и тут же нажимает на правую педаль, которая к этому моменту расположена вверху. Некоторые велосипедисты отталкиваются более одного раза, разгоняя велосипед до более высокой скорости.
Подобный старт не рекомендуется (а иногда и невозможно) использовать при начале движения в горку, так как запаса хода может не хватить на время, требуемое для переноса ноги и нажатие педали. Кроме того, правая нога может соскользнуть с педали или сила нажатия на правую педаль не будет соответствовать требуемому для данного градуса подъёма. Соответственно, велосипедист может упасть не начав движение.
2. Велосипедист перекидывает правую ногу через стоящий велосипед наклонив его немного к себе (при низкой раме нога просто переносится на другую сторону), и он оказывается между ног. Затем устанавливает педали под 45-градусным углом к подседельной трубе рамы, из которых одна оказывается чуть выше и впереди. Надавливая именно на неё он одновременно начинает движение, опираясь как на ступеньку садится в седло и следом размещает вторую ногу на педаль.
3. Движение от подножки (ступеньки, бордюра и т. п.).
4. Велосипедист удерживая велосипед за руль разбегается, а затем заскакивает на него. Подобный старт иногда используют спортсмены, а также любители экстремального стиля езды.

### Остановка велосипеда
При движении по городу на велосипедах с передачами рекомендуется перед остановкой перейти на ту скорость, с которой в данных условиях комфортно будет начинать движение. Обычно это вторая звезда спереди (при трёх) и одна из более крупных звёздочек сзади.
Что касается остановки, то категорически не рекомендуется тормозить касаясь ногами земли. Ноги нужно опускать после остановки велосипеда. Также следует осторожно применять для остановки тормоз переднего колеса (если велосипед оборудован ручными тормозами). В обоих случаях велосипедист может упасть.

### Движение
Очень важно научиться ездить эффективно и безопасно. Кроме техники передвижения на велосипедах (такие как частота вращения педалей, каденс), так и посадка, высота сидения, использование одежды соответствующей погоде и т. п. В зоне риска у велосипедистов находятся колени и голеностопные суставы. Неправильная эксплуатация велосипеда может стать причиной их травмирования и хронических болезней. В качестве ключевых профилактических мер должны быть следующие:
1. Правильный выбор передачи на велосипедах, имеющих несколько скоростей. Необходимо избегать слишком частого вращения педалей и, что наиболее важно, ситуаций, при которых для кручения необходимо применять высокое усилие.
2. Установка высоты сидения по росту велосипедиста. В зависимости от стиля езды и типа маршрута, велосипеда, возраста и физической подготовки велосипедиста должна быть правильно и индивидуально подобрана высота седла. Для любительской езды, включая туристические трассы, оптимальной посадкой на двухколёсном велосипеде считается такая, при которой нога расположенная на педали опущенной в нижнее положение оказывается в чуть согнутом положении.
3. Достаточное питьё при катании. Обезвоживание уменьшает количество синовиальной жидкости (природной смазки суставов), что существенно усиливает износ коленных суставов и негативно сказывается на общем физическом состоянии организма.
4. Одежда, не соответствующая температуре окружающего воздуха. При этом переохлаждение представляет гораздо большую опасность, причём не столько для тела, сколько опять же для коленных суставов.

## Одежда и защита
Одежда, обувь велосипедиста и средства защиты должны соответствовать стилю езды, маршруту следования и погоде. При этом одежда должна быть достаточно свободной, чтобы не сковывать движения, но в то же время не болтаться, чтобы не попасть в движущиеся части велосипеда.

## Ассоциации
Как и все виды спорта, велосипедный регулируется на международном уровне — Международный союз велосипедистов в Швейцарии (для типового велосипеда) и International Human Powered Vehicle Association (по другим транспортным средствам, приводимым в движение человеком). Регулярные конференции велосипедистов проводятся под эгидой Вело Города; глобальные конференций координируются Вело Мондиалем.

## Вопросы здоровья
Велосипеды часто используются людьми, стремящимися улучшить своё физическое состояние и избежать сердечно-сосудистых заболеваний. 